# باري مولهولاند
باري مولهولاند (بالإنجليزية: Barry Mulholland)‏ هو مهندس أسترالي، ولد في 14 يونيو 1940، وتوفي في 28 أبريل 2006.